# Amphicephalozia africana
Amphicephalozia africana är en bladmossart som beskrevs av Vána et M.Wigginton. Amphicephalozia africana ingår i släktet Amphicephalozia och familjen Cephaloziellaceae. Inga underarter finns listade i Catalogue of Life.